# Ейміті (Мен)
Ейміті (англ. Amity) — місто (англ. town) в США, в окрузі Арустук штату Мен. Населення — 253 особи (2020).

## Демографія
Згідно з переписом 2010 року, у місті мешкало 238 осіб у 102 домогосподарствах у складі 65 родин. Було 162 помешкання
Расовий склад населення:
| - 99,2 % — білих - 0,4 % — корінних американців |

До двох чи більше рас належало 0,4 %. Частка іспаномовних становила 0,0 % від усіх жителів.
За віковим діапазоном населення розподілялося таким чином: 19,3 % — особи молодші 18 років, 67,3 % — особи у віці 18—64 років, 13,4 % — особи у віці 65 років та старші. Медіана віку мешканця становила 45,9 року. На 100 осіб жіночої статі у місті припадало 110,6 чоловіків;  на 100 жінок у віці від 18 років та старших — 120,7 чоловіків також старших 18 років.
Середній дохід на одне домашнє господарство  становив 60 604 долари США (медіана — 42 500), а середній дохід на одну сім'ю — 68 408 доларів (медіана — 38 125). За межею бідності перебувало 17,4 % осіб, у тому числі 19,1 % дітей у віці до 18 років та 0,0 % осіб у віці 65 років та старших.
Цивільне працевлаштоване населення становило 51 особа. Основні галузі зайнятості: освіта, охорона здоров'я та соціальна допомога — 45,1 %, будівництво — 23,5 %, транспорт — 11,8 %, публічна адміністрація — 7,8 %.